# Theodore Foster

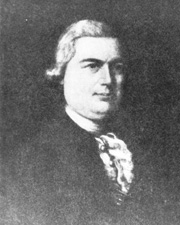
Theodore Foster

Theodore Foster (* 29. April 1752 in Brookfield, Worcester County, Province of Massachusetts Bay; † 13. Januar 1828 in Providence, Rhode Island) war ein US-amerikanischer Politiker, der den Bundesstaat Rhode Island im US-Senat vertrat.
Foster studierte die klassischen Altertumswissenschaften am Rhode Island College, der heutigen Brown University, und machte dort 1770 seinen Abschluss. Ein Jura-Studium schloss sich an. Nachdem er in die Anwaltskammer aufgenommen worden war, begann er in Providence als Jurist zu praktizieren.
Zwischen 1775 und 1790 bekleidete Foster mehrere öffentliche Ämter in Rhode Island. So gehörte er von 1776 bis 1782 dem Repräsentantenhaus des Staates an. Im Jahr 1785 wurde er zum Richter am Gerichtshof der Admiralität berufen.
Am 7. Juni 1790 zog er schließlich als erster Vertreter seines Staates neben Joseph Stanton in den US-Senat ein, in den ihn die Staatslegislative von Rhode Island zwei weitere Male wählte. Letztlich gehörte er dem Kongress als Mitglied der Föderalisten bis zum 3. März 1803 an. Danach zog er sich ins Privatleben zurück, um sich seiner schriftstellerischen Tätigkeit und der historischen Forschung zu widmen. Er gehörte auch dem Leitungsgremium der Brown University an.
Im Jahr 1812 kehrte er noch einmal für eine vierjährige Amtszeit im staatlichen Repräsentantenhaus in die Politik zurück. Seine letzten Lebensjahre verbrachte er in der nach ihm benannten Stadt Foster.